# Kadavar

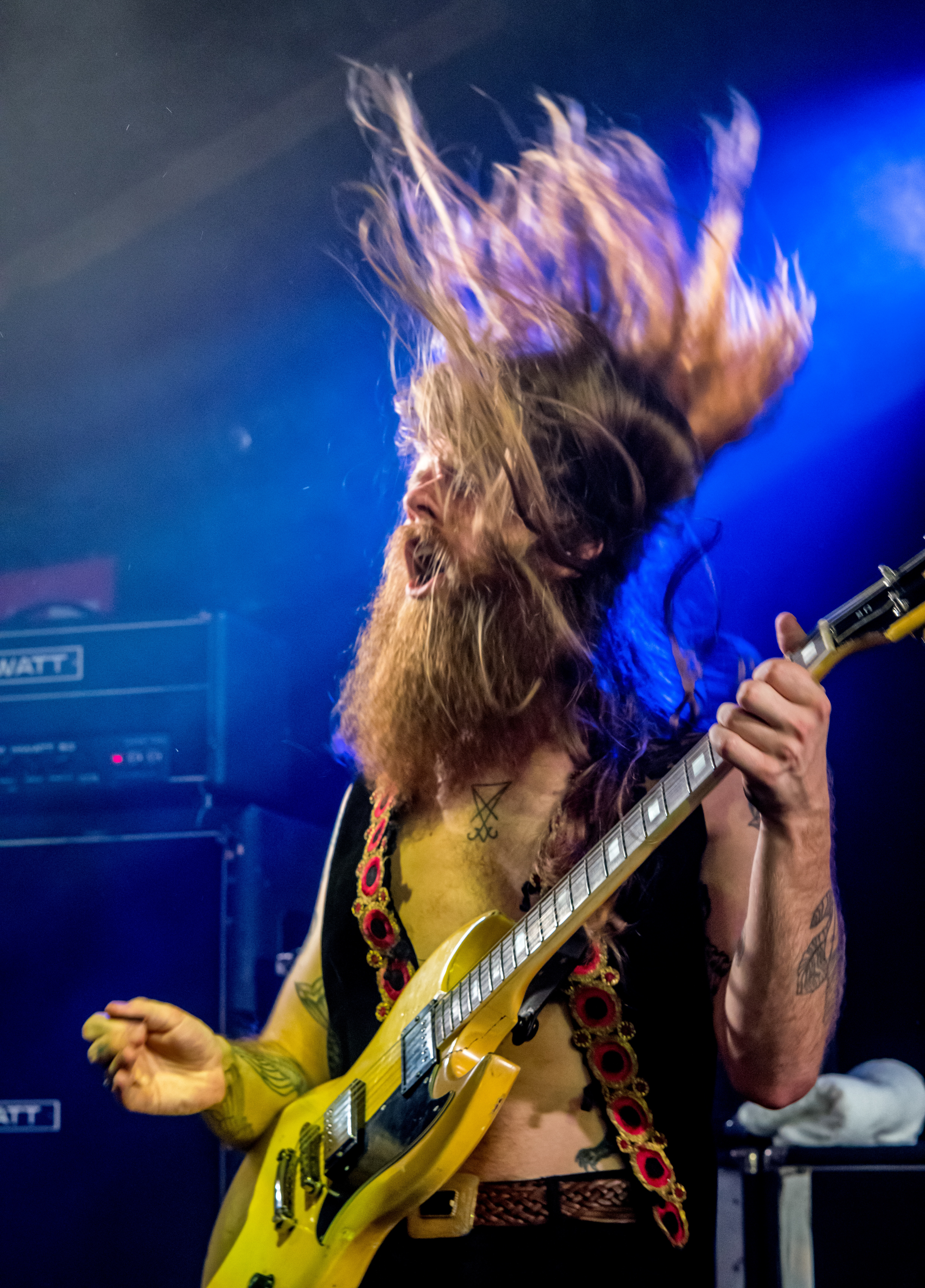
Kadavar. Zelt-Musik-Festival em 2017 Freiburg, Alemanha

Kadavar é uma banda de rock de Berlim, Alemanha, formada em 2010. O seu som retrô, incorporado com rock psicodélico e stoner rock vem sendo comparado com de bandas de hard rock/heavy metal dos anos 70, como Led Zeppelin, Jethro Tull, Deep Purple e Black Sabbath. Kadavar é atualmente formada por três membros: O guitarista e vocalista principal Christoph "Lupus" Lindemann, o baterista Christoph "Tiger" Bartelt e o baixista Simon "Dragon" Bouteloup que substituiu Philipp "Mammut" Lippitz em Julho de 2013.

## História
Em 2010, o baterista Christoph "Tiger" e o guitarrista Philipp começaram a tocar juntos. Eles se tornaram uma banda quando Christoph "Lupus" entrou como baixista e vocalista. Lupus decidiu mudar para guitarra, permitindo Mammut mudar para o baixo. Suas primeiras gravações, foram uma junção de duas músicas gravadas em um CDR, que fora lançado em 25 de agosto de 2011 com as faixas "Forgotten Past" e "Black Sun".
Em 12 de Julho de 2012, Kadavar lançou seu álbum de estreia com mesmo nome gravado em This Charming Man Records e Tee Pee Records em formato de CD e LP.
Em Novembro de 2012, Kadavar e Agua Nebula Oscillator lançaram o álbum White Ring.
Devido a problemas de visto, uma turnê planejada EUA não poderia ser realizada, embora a banda tenha se apresentado em 15 de março de 2013 no South by Southwest em Austin, Texas. Ainda em Texas, a banda gravou vários vídeos de si mesma, que mais tarde fora usado para montar o videoclipe da música "Come Back Life".
Em Julho de 2013, Mammut saiu da banda (por motivos pessoais) sendo substituído por Dragon, vindo da banda The Oath. Depois de várias performances ao vivo, Dragon foi finalmente anunciado como membro oficial.
Seu segundo álbum, Abra Kadavar, foi lançado em 12 de Abril de 2013 pela Nuclear Blast, estreando em 42º nas paradas germânicas.
No início de 2014, Kadavar começou uma turnê com a banda australiana de estilo musical similar, Wolfmother. Em Julho de 2014, Wolfmother aproveitou a companhia dos colegas e gravou algumas músicas no estúdio de Kadavar. Em 6 de Junho de 2014, Kadavar realizou seu primeiro álbum ao vivo chamado de Live in Antwerp.
Em Junho de 2015, Kadavar anunciou seu terceiro álbum, chamado Berlin, em sua fan page no Facebook. Lançado em 21 de Agosto pela Nuclear Blast e incluindo um cover da música "Reich der Träume" da falecida cantora Nico como faixa bônus. O álbum entrou em muitas paradas em diversos países, atingindo o 18º lugar nas paradas germânicas e 40º lugar nas da Bélgica.

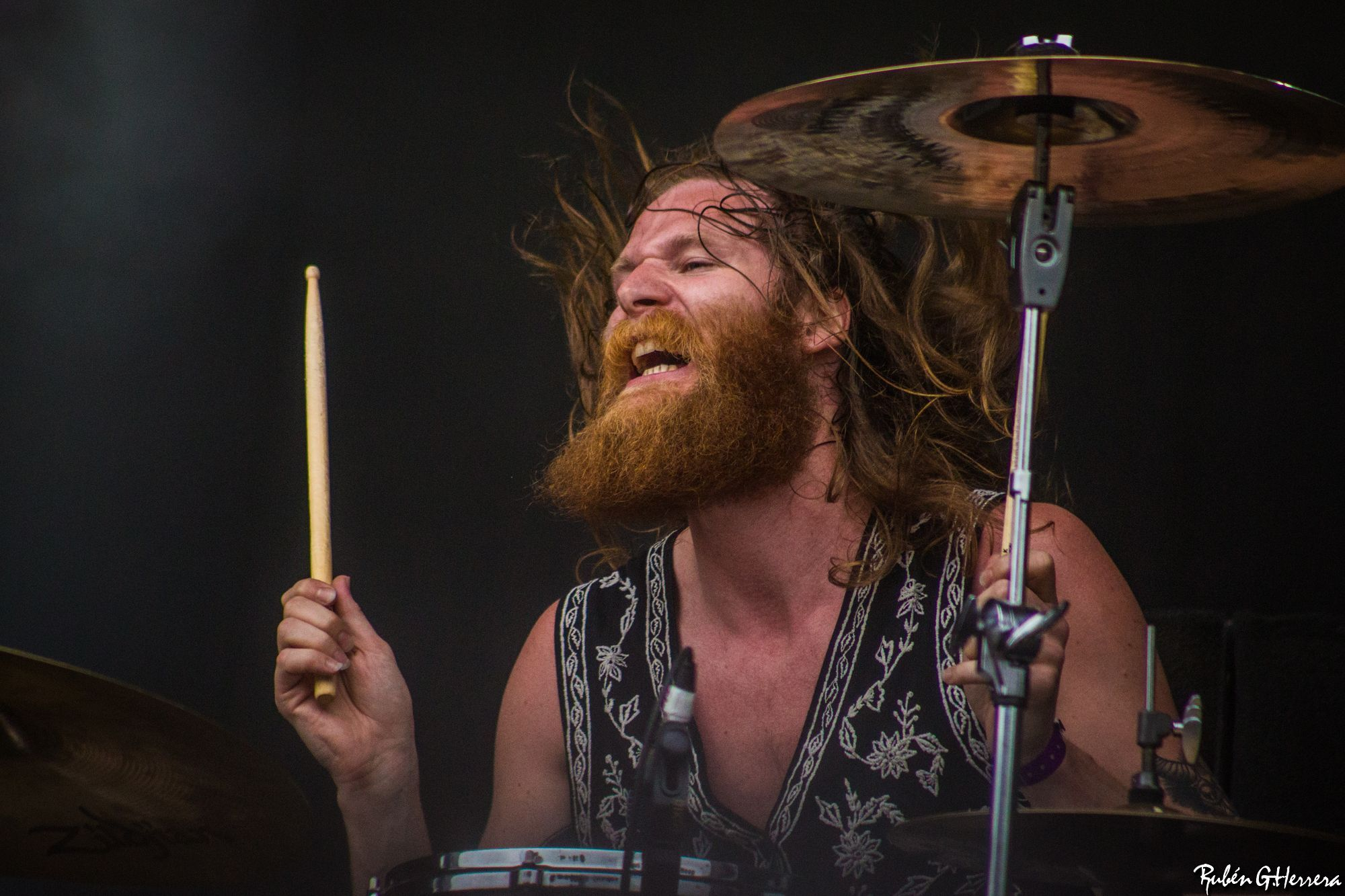
Christoph "Tiger" Bartelt em Resurrection Fest (Espanha, 2015)

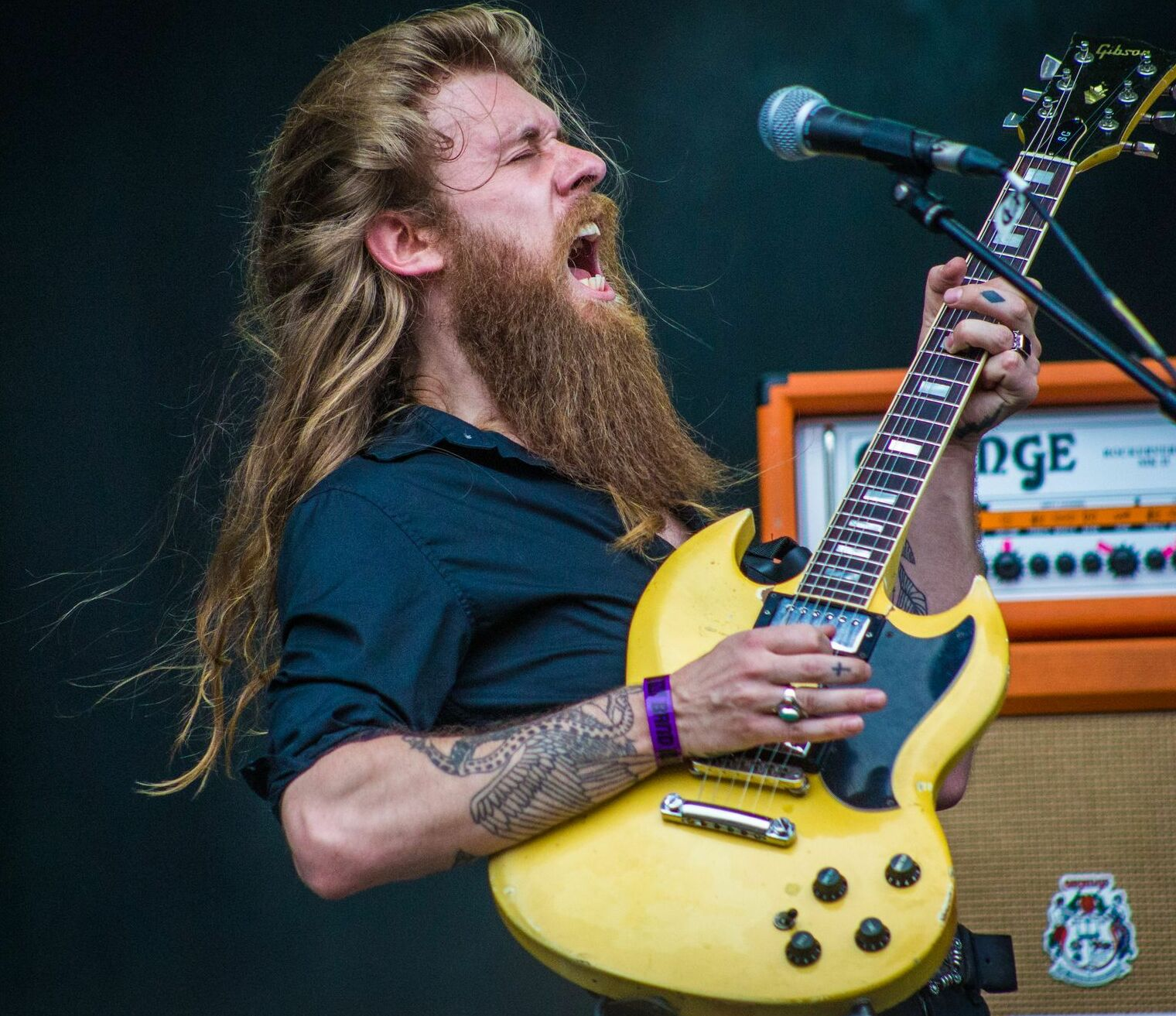
Christoph "Lupus" Lindemann em Resurrection Fest (Espanha, 2015)

## Formação

### Formação atual
- Christoph "Lupus" Lindemann - guitarra e vocal (2010–presente), baixo (2010);
- Christoph "Tiger" Bartelt - bateria (2010–presente);
- Simon "Dragon" Bouteloup - baixo (2013–presente).

### Ex membros
- Philipp "Mammut" Lippitz - baixo (2010–2013), guitarra (2010).

## Discografia

### Álbuns de estúdio
- Kadavar (2012, This Charming Man Records (no formato CD) e Tee Pee Records (no formato LP);
- Abra Kadavar (2013, Nuclear Blast);
- Berlin (álbum) (2015, Nuclear Blast).
- Rough Times (álbum) (2017, Nuclear Blast)
- For the Dead Travel Fast (2019, Nuclear Blast)

### Singles e EPS
- Kadavar CD de singles (2011);
- "Creature of the Demon", 7º single (2012, This Charming Man Records);
- "The Old Man" single digital (2015, Nuclear Blast).
- "Die, Baby, Die", Vinyl, 7", 45 RPM (2017, Nuclear Blast).

### Álbuns ao vivo
- Live in Antwerp (2014, Nuclear Blast).

### Álbuns com a banda Aqua Nebula Oscillator
- White Ring (2012, This Charming Man Records)

## Videoclipes
Em ordem cronológica:
- "Doomsday Machine" (7 de Março de 2013);
- "Come Back Life" (6 de Maio de 2013);
- "The Old Man" (25 de Junho de 2015);
- "Last Living Dinossaur" (30 de Julho de 2015);
- "Pale Blue Eyes" (11 de Março de 2016);
- "Filthy Illusion" (28 de Abril de 2016);
- "Lord of The Sky" (10 de Junho de 2016);
- "Die Baby Die" (4 de Agosto de 2017);
- "Into The Wormhole" (29 de Agosto de 2017);
- "Tribulation Nation" (29 de Setembro de 2017).